# Thiên hoàng Taishō
Thiên hoàng Taishō (Nhật: 大正天皇 (Đại Chính Thiên hoàng) Hepburn: Taishō-tennō,  31 tháng 8 năm 1879 – 25 tháng 12 năm 1926) là vị Thiên hoàng thứ 123 của Nhật Bản theo Danh sách Thiên hoàng truyền thống, trị vì từ ngày 30 tháng 7 năm 1912, tới khi qua đời năm 1926.
Tên húy của Thiên hoàng Đại Chính là Yoshihito (嘉仁, Gia Nhân). Theo truyền thống Nhật Bản, một đương kim Thiên hoàng không có tên, và chỉ được gọi là "Thiên hoàng Bệ hạ" (天皇陛下 Tennō Heika) hoặc "Kim thượng Bệ hạ" (今上陛下 Kinjō Heika). Ông chỉ đặt một niên hiệu trong suốt triều đại mình, và khi ông qua đời niên hiệu này cũng trở thành thụy hiệu của ông, theo một thông lệ bắt đầu từ năm 1912. Là vị Thiên hoàng trong Thời kỳ Đại Chính, ngày nay ông được biết đến với tên gọi Đại Chính Thiên hoàng.
Dù ở bên ngoài nước Nhật thỉnh thoảng ông được gọi là Yoshihito hay Nhật hoàng Yoshihito, ở Nhật Bản những cố Thiên hoàng chỉ được nói đến bằng thụy hiệu của họ. Điều này cũng giống như các Giáo hoàng thường đặt tông hiệu mới khi lên ngôi, nhưng ngoài là thành viên trong Hoàng gia, người nào nói tên thật của Thiên hoàng Nhật Bản sẽ bị xem là phạm húy.
Ông là một vị vua yếu đuối, ở ngôi trong suốt thời gian Chiến tranh thế giới lần thứ nhất (1914 - 1918). Nhật Bản có tham chiến và đoạt được thuộc địa của Đế chế Đức ở Trung Quốc, gia tăng uy thế của đất nước. Sau năm 1919, ông không còn tham gia chính sự được nữa, Hoàng thái tử Hirohito được phong làm "Nhiếp chính quan bạch". Thái tử Hirohito lên nối ngôi năm 1926, sau khi Thiên hoàng Đại Chính qua đời. Khác với tiên đế, ông sống ở thành phố Tōkyō - nơi lăng ông được xây cất - trong hầu hết cuộc đời.
Thời kỳ ông trị vì đánh dấu sự chuyển giao quyền lực từ nhóm chính khách thiểu số sang quốc hội Nhật Bản và các đảng dân chủ. Do đó, thời kỳ Thiên hoàng Đại Chính trị vì còn được gọi là thời kì "Dân chủ Đại Chính" ở Nhật Bản.

## Thiếu thời
Thân vương Yoshihito là con trai của Thiên hoàng Minh Trị với Điển thị Yanagiwara Naruko (Liễu Nguyên Ái Tử). Ông được sinh ra tại Thanh Sơn Ngự sở thuộc thủ đô Tōkyō, vào ngày 31 tháng 8 năm 1879. Theo lệ thường trong cung đình lúc đó, Hoàng hậu Chiêu Hiến được chính thức xem như là mẹ của Yoshihito mặc dù bà không phải là người sinh ra ông. Ông nhận tước vị Thân vương (Shinnō) và danh hiệu "Minh cung" (Haru-no-miya) vào ngày 6 tháng 9 năm 1879. Hai người anh trước của ông đều chết yểu do viêm màng não, bản thân ông cũng là một đứa trẻ yếu đuối. Chỉ mới ba tuần sau khi sinh, Yoshihito đã mắc phải chứng viêm màng não và điều này đã ảnh hưởng rất lớn đến sức khỏe của ông sau này. (Đã có lời đồn rằng Yoshihito bị nhiễm độc chì do người vú nuôi của ông sử dụng các mỹ phẩm có nguồn gốc từ chì.) Cũng theo thông lệ, Yoshihito được giao cho Công tước Nakayama Tadayasu nuôi dưỡng cho đến khi ông lên bảy tuổi. Trước đó, Công tước Nakayama cũng đã nuôi dạy Thiên hoàng Minh Trị giống như vậy.
Từ tháng 3 năm 1885, Minh cung Thân vương Yoshihito chuyển đến Biệt cung Thanh Sơn, nơi ông được các gia sư dạy đọc, viết, làm toán và đạo đức vào mỗi buổi sáng. Đến chiều thì ông được các thầy học dạy thể dục thể thao. Tuy nhiên tiến độ học tập của vị Thân vương rất chậm do sức khỏe yếu kém cùng với những cơn sốt liên miên. Kề từ năm 1886 trở đi Yoshihito theo học trong một lớp học mang tên "Ngôn ngữ giáo dục" (Gogakumonsho) trong Thanh Sơn cung, gồm 15-20 học sinh là con em của những gia đình Hoa tộc cấp cao và của các vương gia.
Ngày 31 tháng 8 năm 1887, Yoshihito được phong làm Đông cung Thái tử (東宮 太子) và nhận lễ tấn phong vào ngày 3 tháng 11 năm 1888.

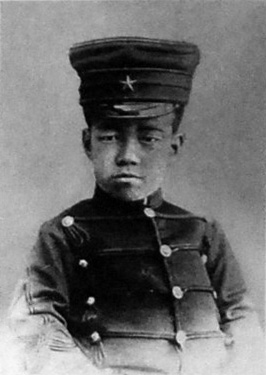
Đông cung Thái tử Yoshihito

Vào tháng 9 năm 1887, Thái tử theo học cấp Tiểu học tại Học tập viện (学習院, Gakushuin) tuy nhiên vì sức khỏe yếu kém ông phải bỏ học giữa chừng. Phần lớn thời thơ ấu của Yoshihito trải qua ở những Ngự dụng để (biệt thự riêng của Hoàng gia Nhật Bản) tại những khu vực miền duyên hải như Hayama và Numazu vì khí hậu miền biển phù hợp với người có thể trạng yếu kém như ông. Thái tử cũng bộc lộ một số khả năng như tài cưỡi ngựa, nhưng ông lại tỏ ra kém tài ở những lĩnh vực cần phải tài. Cuối cùng, ông rời Học tập viện trước khi hoàn tất chương trình Trung học vào năm 1894. Thật ra thì Thái tử đã bộc lộ năng khiếu của mình về ngoại ngữ và sau khi rời trường ông vẫn đầu tư nhiều thời gian để học tiếng Pháp, tiếng Trung và lịch sử tại cung Xích Phản. Lúc này, Thiên hoàng Minh trị giao nhiệm vụ chăm sóc Thái tử Yoshihito cho Hữu Thê Xuyên cung Thân vương Takehito. Hai vị Thân vương nhanh chóng trở thành bạn thân của nhau.
Từ năm 1898, theo lời yêu cầu khẩn khoản của Itō Hirobumi (Y Đằng Bác Văn), Thái tử bắt đầu tham gia Viện quý tộc của Nghị viện Nhật Bản để học hỏi việc chính sự và quân sự của đất nước. Cùng năm đó, lần đầu tiên Thái tử tổ chức buổi đón tiếp sứ thần ngoại quốc, trong buổi tiếp đãi đó ông và sứ thần đã bắt tay và có cuộc nói chuyện suôn sẻ.. Tuy nhiên, Thái tử đã bị tiêm nhiễm thái quá văn hóa phương Tây, thậm chí ông có một thói quen xấu là chêm tiếng Pháp vào câu nói của mình. Điều này khiến vua cha Minh Trị rất bực tức..
Tháng Mười năm 1898, Thái tử tổ chức một chuyến vi hành, bắt đầu từ Ngự dụng để của Hoàng gia tại Numazu đến Kobe, Hiroshima và Etajima, thăm những cơ sở của Hải quân Đế quốc Nhật Bản. Năm sau, ông lại vi hành đến đảo Kyūshū (Cửu Châu), viếng thăm các công sở, trường học và nhà máy (ví dụ Nhà máy sắt thép Yawata ở Fukuoka và các xưởng đóng tàu của Mitsubishi ở Nagasaki).
Năm 1902, Hoàng thái tử Yoshihito tiếp tục các chuyến vi hành nhằm nghiên cứu địa lý và văn hóa Nhật Bản; lần này ông chủ yếu thăm thú hòn đảo chính Honshū (Bản Châu). Trong chuyến đi này ông đã đến viếng ngôi chùa nổi tiếng Thiện Quang tự (善光寺, Zenkō-ji) ở Nagano. Cũng trong thời gian này quan hệ giữa hai đế quốc Nga và Nhật trở nên căng thẳng, vì vậy năm ông được đưa vào quân ngũ với cấp hàm đại tá trong Lục quân Đế quốc Nhật Bản và là hạm trưởng trong Hải quân Đế quốc Nhật Bản. Dĩ nhiên chức vụ của ông chỉ mang ý nghĩa tượng trưng và tinh thần, nhưng trong thời gian tại ngũ ông đã đi thị sát các cơ sở quân sự tại Wakayama, Ehime, Kagawa và Okayama trong cùng năm 1903.
Tháng Mười năm 1907, Thái tử đến thăm Triều Tiên cùng với Đô đốc Tōgō Heihachirō, Tướng Katsura Tarō và Thân vương Taruhito. Đây là lần đầu tiên Hoàng thái tử của Nhật Bản đi ra nước ngoài. Sau đó, Thái tử Yoshihito bắt đầu học tiếng Triều Tiên, dù cho đến cuối đời ông cũng không thật sự giỏi ngôn ngữ này.

## Kết hôn và gia đình
Ngày 10 tháng 5 năm 1900, Thái tử Yoshihito kết hôn với cô thiếu nữ Kujō Sadako 15 tuổi (về sau trở thành Hoàng hậu Trinh Minh), con gái của Công tước Kujō Michitaka, tộc trưởng của năm nhánh chính của gia tộc Fujiwara. Sadako được Thiên hoàng Minh Trị "chấm" vì cô là một người thông minh, phát âm tốt, phẩm hạnh tốt và tâm tính hiền lành, dịu dàng; điều này tỏ ra phù hợp để bù đắp cho Thái tử ở những lĩnh vực ông yếu kém. Trước đó không lâu, năm 1899 cung Xích Phản bắt đầu được xây dựng để làm nơi ở riêng cho Thái tử và 10 năm sau việc xây dựng hoàn tất. Ngôi cung Xích Phản này được xây dựng theo phong cách rococo rất lòe loẹt và hoang phí.
Thái tử Yoshihito có với Thái tử phi Sadako bốn mặt con:

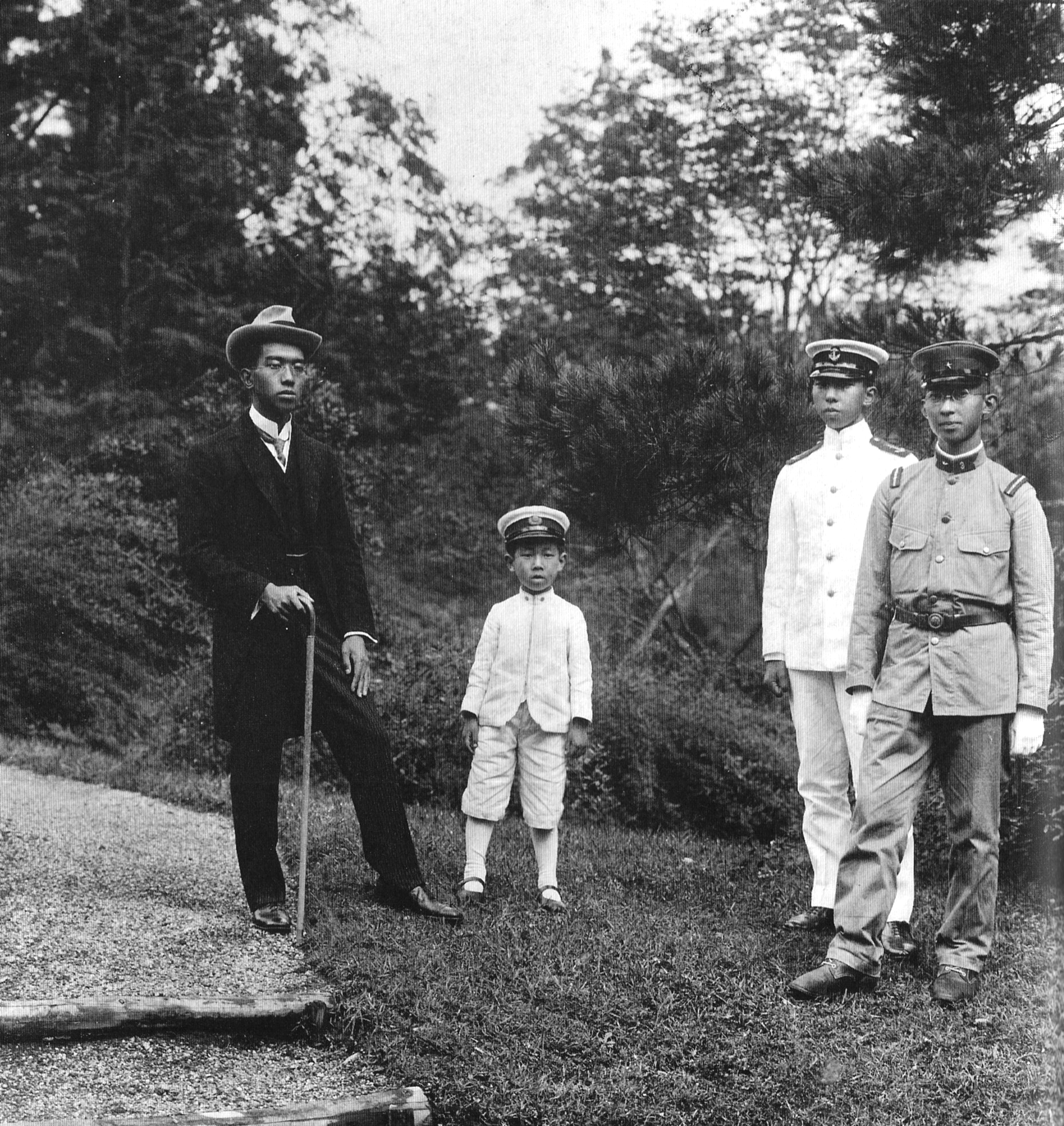
Bốn người con của Thiên hoàng Đại Chính: Hirohito, Takahito, Nobuhito và Yasuhito

1. Địch cung Thân vương Hirohito (迪宮裕仁親王 Michi-no-miya Hirohito-shinnō?,  29 tháng 4 năm 1901 – 7 tháng 1 năm 1989), sau này trở thành Thiên hoàng Chiêu Hòa.
2. Thuần cung Thân vương Yashuhito (淳宮雍仁親王 Atsu-no-miya Yasuhito-shinnō?,  26 tháng 5 năm 1902 – 4 tháng 1 năm 1953), sau này là Dật Phụ cung Thân vương Yasuhito, còn gọi là Thân vương Chichibu.
3. Quang cung Thân vương Nobuhito (光宮宣仁親王 Teru-no-miya Nobuhito-shinnō?,  1 tháng 3 năm 1905 – 3 tháng 2 năm 1987), sau này là Cao Tùng cung Thân vương Nobuhito, còn gọi là Thân vương Takamatsu.
4. Trừng cung Thân vương Takahito (澄宮崇仁親王 Sumi-no-miya Takahito-shinnō?,  2 tháng 12 năm 1915 – 27 tháng 10 năm 2016), sau này là Tam Lạp cung Thân vương Takahito, còn gọi là Thân vương Mikasa.

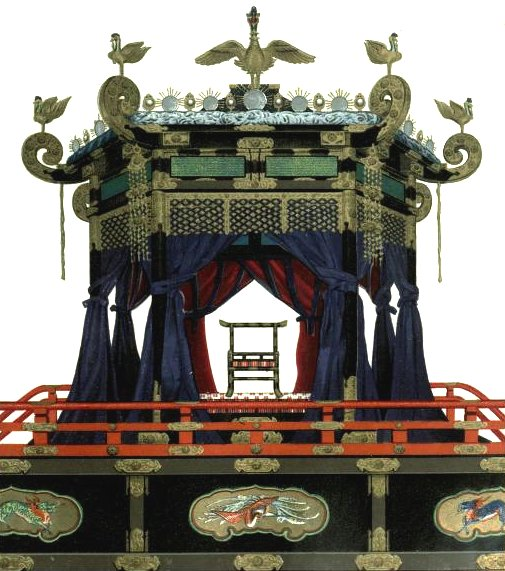
Takamikura, 1917

Thân vương phi Sadako là người vợ hiền dịu, bà luôn làm hài lòng chồng mọi lúc mọi nơi. Trong chiến tranh với người Nga, Hoàng thái tử Yoshihito thường cùng vợ đến các trại lính để úy lạo binh sĩ, kiểm tra đôn đốc các đơn vị và khích lệ tinh thần các thương bệnh binh. Mặc dù về sau sức khoẻ của chồng yếu kém nhưng Hoàng hậu Trinh Minh không khi nào rời xa Ngài, bà luôn bên cạnh ông, động viên từng bữa ăn, giấc ngủ và hàng ngày nhận tin báo cáo triều chính từ Hirohito thông qua việc gửi thư bằng chim bồ câu. Hoàng hậu Trinh Minh (Hoàng hậu Teimei) là người vợ đầu tiên cũng là người cuối cùng bên giường vua Đại Chính lúc ngài lâm chung. Thiên hoàng Đại Chính là vị Thiên hoàng đầu tiên kể từ thời kỳ Minh Trị theo chế độ một vợ một chồng tiến bộ nhất phương Đông thời kỳ đó.

## Lên ngôi Thiên hoàng

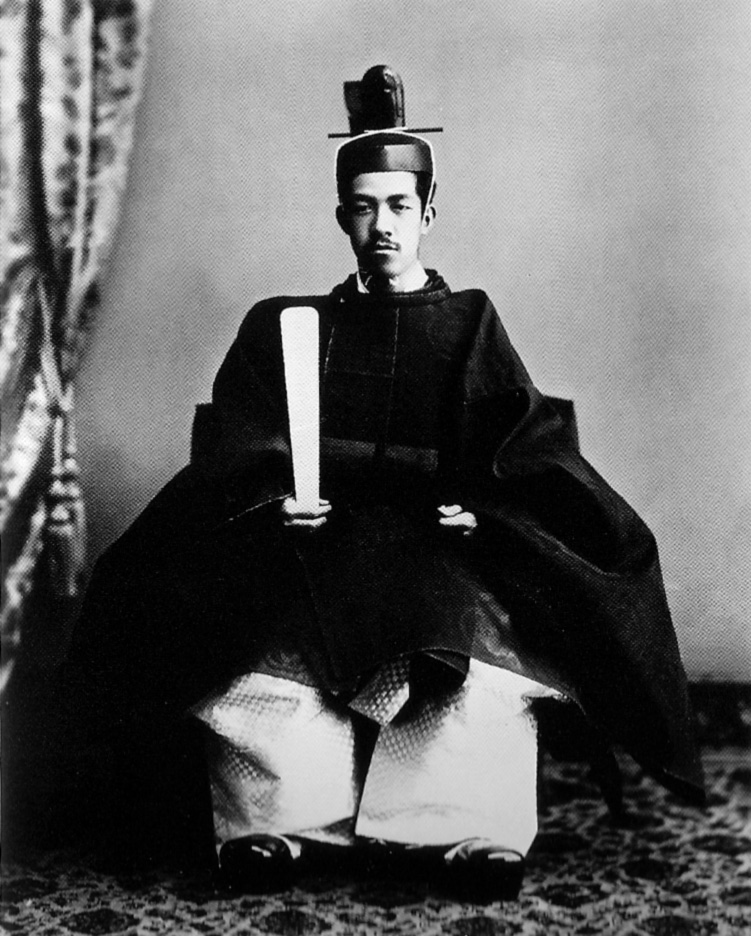
Thiên hoàng trong trang phục truyền thống

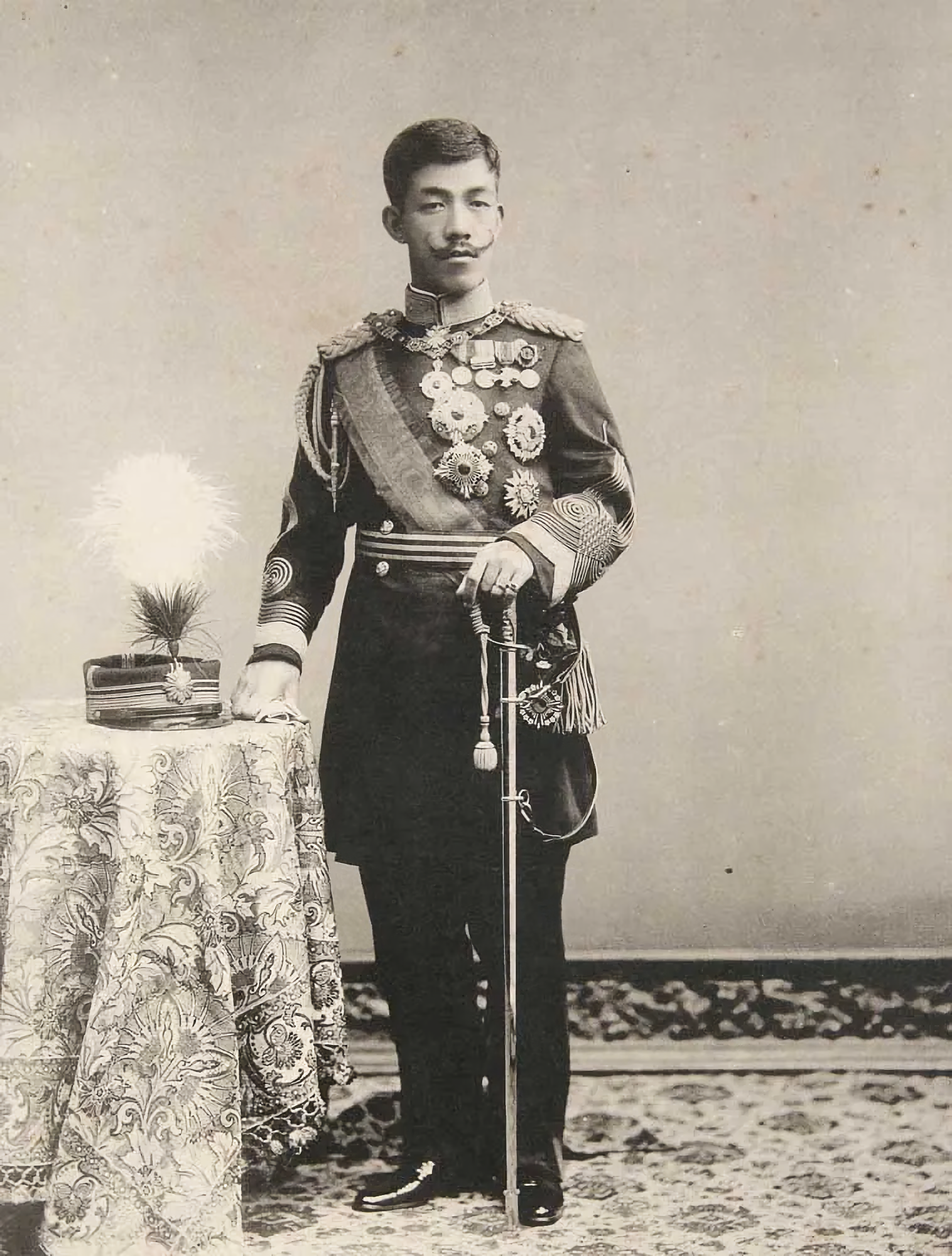
Thiên hoàng Đại Chính năm 1912

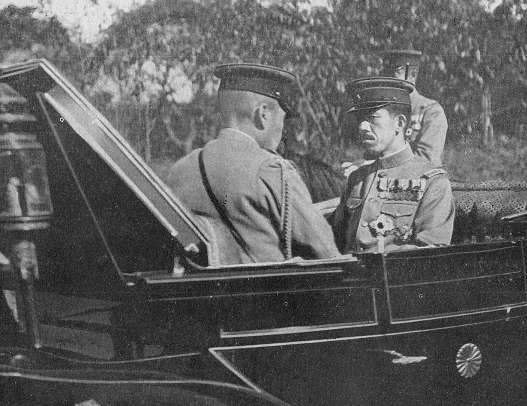
Thiên hoàng Đại Chính trên đường tới dự lễ khai mạc Nghị viện Hoàng gia năm 1917, trong Chiến tranh thế giới thứ nhất

Ngày 30 tháng 7 năm 1912, Thiên hoàng Minh Trị qua đời. Đông cung Thái tử Yoshihito lên nối ngôi, đặt niên hiệu là Đại Chính (Taisho), trở thành nguyên thủ quốc gia Nhật. Trái với vua cha Minh Trị vốn có hình ảnh được phổ biến sâu rộng khắp đất nước, Thiên hoàng Đại Chính bị các triều thần "nhốt", không cho ông xuất hiện trước công chúng. Rõ ràng, vị tân Thiên hoàng mắc phải nhiều tật bệnh liên quan đến thần kinh và chúng đã khiến ông khó có thể đảm đương công việc giao tiếp với công chúng. Trong một buổi họp Nghị viện Nhật Bản năm 1913, Thiên hoàng Đại Chính đã cuộn tờ diễn văn của mình lại thành một cái ống nhòm rồi dùng nó để nhìn lung tung khắp phòng họp. Nhiều người cho rằng đây là triệu chứng của bệnh thần kinh của Đại Chính Thiên hoàng; tuy nhiên cũng có ý kiến cho rằng Thiên hoàng đang giám sát buổi họp xem có gì bất thường hay trục trặc không, chính những khiếm khuyết về thể trạng của ông đã khiến cho Thiên hoàng không thể làm việc đó một cách bình thường.
Yếu đuối, nói ngọng, kém năng lực và tính lập dị của Thiên hoàng Đại Chính dần dần dẫn đến thái độ khi quân và bất kính của triều thần đối vời Thiên hoàng. Về sau, khi sức khỏe của ông ngày một suy giảm, Thiên hoàng càng lúc càng rời xa việc chính sự; và việc các nguyên lão, Nội Đại thần và các quan chức trong Cung Nội sảnh dần dần nắm lấy thực quyền và khống chế lấy Thiên hoàng. Tệ hơn là những việc như thế này trở nên phổ biến trong dư luận.
Vào ngày 29 tháng 8 năm 1914, dựa vào những điều khoản trong Hiệp ước Anh - Nhật năm 1902, nước Nhật tuyên chiến với Đế chế Đức trong cuộc Chiến tranh thế giới thứ nhất. Theo lệnh của Triều đình Đại Chính, quân Nhật vây hãm những cảng Trung Quốc nằm dưới quyền kiểm soát của người Đức, và xâm chiếm các đảo thuộc Đức ở Thái Bình Dương với sự hỗ trợ của quân Anh. Chiến thắng của nước Nhật đời vua Đại Chính trong Chiến tranh thế giới thứ nhất đã đóng góp to lớn cho sự phát triển hùng cường hơn nữa của đất nước. Nhật Bản còn mở rộng quyền kiểm soát của mình ở Mãn Châu và cố chiếm Siberia năm 1918.
Đến sau năm 1918, sức khỏe của Thiên hoàng đã trở nên yếu kém đến mức ông không thể nào xuất hiện trong các buổi diễn tập của Hải Lục quân Nhật Bản, trong lễ tốt nghiệp của các Học viện quân sự hay thi hành các nghi lễ Thần đạo tại những ngày lễ lớn, thậm chí ông không thể tham gia vào những buổi lễ khai mạc của các kì họp Nghị viện Nhật.
Sau năm 1919, Thiên hoàng Đại Chính không còn khả năng tham gia chính sự nữa, mọi hoạt động của một nguyên thủ quốc gia được giao hết cho Hoàng thái tử Hirohito (Dụ Nhân). Thái tử đã được phong làm Nhiếp chính quan bạch (摂政関白, Sesshōkampaku) vào ngày 25 tháng 11 năm 1921.

### Đại Động đất tại Kantō năm 1923
Cuộc sống xa lánh và tĩnh lặng của Thiên hoàng Đại Chính không chịu nhiều ảnh hưởng bởi trận Đại động đất Kantō năm 1923, thật ra một tuần trước khi tai họa xảy ra thì Thiên hoàng đã lên tàu hỏa tới cung điện mùa hè của Hoàng gia ở Nikko. Nhiếp chính quan bạch Hirohito vẫn ở lại cung điện trong thủ đô Tōkyō - tâm chấn của trận động đất - nhưng may mắn là Hirohito không hề hấn gì. Thiên hoàng đã dùng bồ câu đưa thư để liên lạc với thủ đô và tiếp nhận thông tin về thảm họa cùng với thương vong do trận động đất gây ra.

### "Vị Thiên hoàng đầu tiên của Tōkyō"

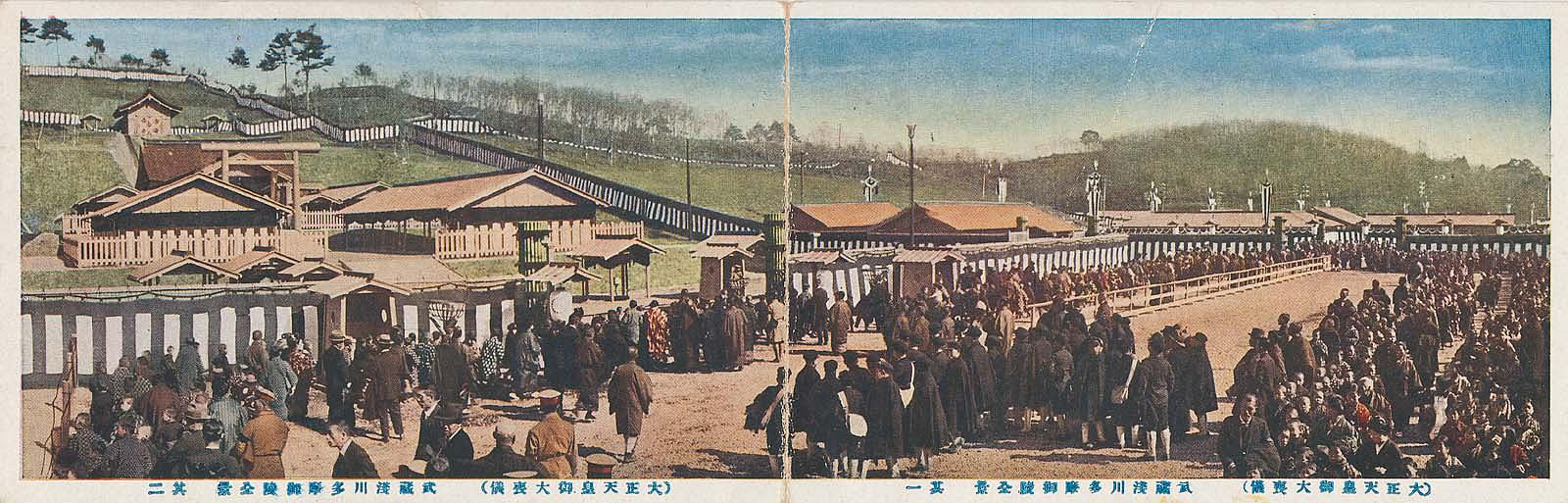
Tang lễ của Hoàng đế Taisho ở Tokyo

Đầu tháng 12 năm 1926, mọi người được thông báo là Thiên hoàng mắc phải chứng viêm phổi. Không lâu sau đó, Thiên hoàng Đại Chính qua đời vào 1 giờ 25 phút sáng ngày 25 tháng 12 năm 1926 tại Ngự dụng để Hayama ở vịnh Sagami, huyện Kanagawa do nhồi máu cơ tim, thụy hiệu là Đại Chính Thiên hoàng.
Ông được gọi là "vị Thiên hoàng đầu tiên của Tōkyō" vì trái với các vị tiên đế, phần lớn cuộc đời của ông trải qua ở thành phố này và lăng mộ của ông được xây dựng cũng ở Tōkyō. Năm xưa, vua cha Minh Trị của ông được sinh ra và nuôi nấng ở cố đô Kyōto; và dù về sau Thiên hoàng Minh Trị sống và qua đời ở Tōkyō, lăng của vị Thiên hoàng này tọa lạc ở ngoại ô Kyōto, gần với lăng của các vị tiên đế.

## Danh dự
- Huy chương Bảo Quan (Nhật Bản)
- Huy chương Mặt trời mọc (Nhật Bản)
- Huân chương hiệp sĩ Garter (Vương quốc Anh)
- Huy chương Thánh Hubert (Bayern)
- Huy chương Đại Bàng Đen (Phổ), hạng Hiệp sĩ
- Huy chương Hoàng Vị (Nhật Bản)
- Huy chương Con Voi (Đan Mạch)
- Huy chương Hiệp sĩ (Tây Ban Nha)
- Huy chương Santissima Annunziata (Vương quốc Ý)
- Huy chương Đại Bàng Trắng (Ba Lan)
- Huy chương Tháng Olav của Hoàng gia Na Uy (Na Uy)

## Hình ảnh

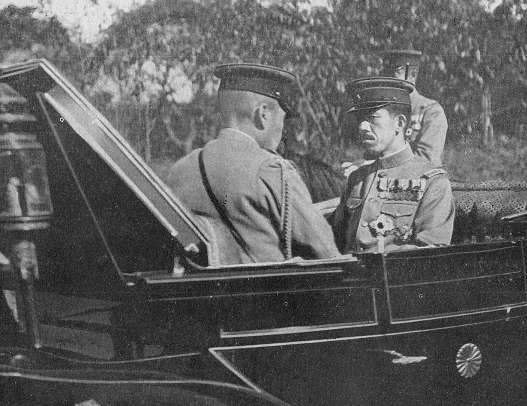
Thiên hoàng Đại Chính lên đường đi dự lễ khai mạc Nghị viện, 1917
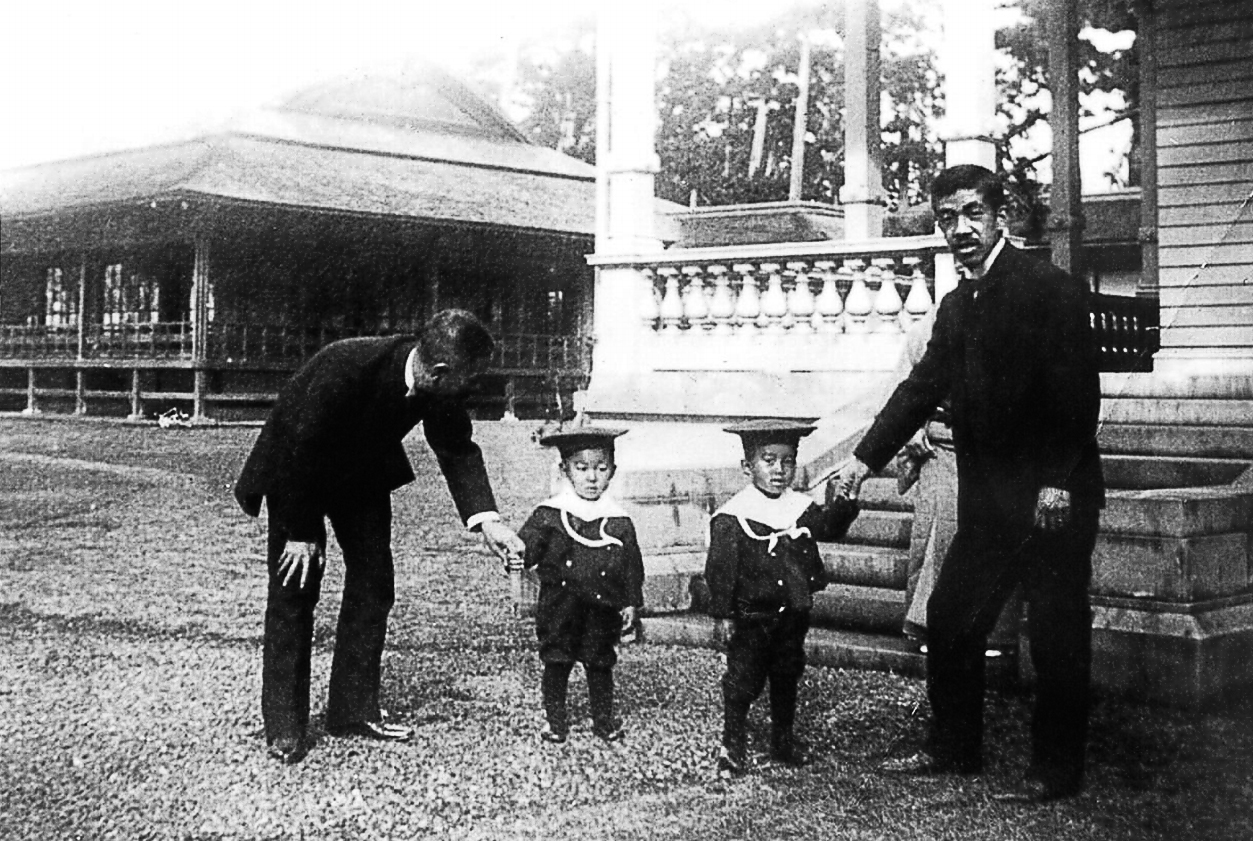
Thiên hoàng Đại Chính chụp ảnh cùng hai con trai là Hirohito và Yasuhito.